# Résolution 76 du Conseil de sécurité des Nations unies
Membres permanents
- Chine
- États-Unis
- France
- Royaume-Uni
- URSS

Membres non permanents
- Argentine
- Canada
- Cuba
- Égypte
- Norvège
- RSS d'Ukraine

Résolution no 75 Résolution no 77
La résolution 76 du Conseil de sécurité des Nations unies  est une résolution du Conseil de sécurité des Nations unies adoptée le 5 octobre 1949.
Cette résolution, la dixième de l'année 1949, relative aux  frais occasionnés à l'avenir par la présence d'observateurs militaires des Nations unies en Indonésie, transmet au secrétaire général la demande de la Commission consulaire à Batavia que les frais de subsistance des observateurs militaires en Indonésie soient pris en charge à l'avenir par l'Organisation des Nations unies.
La résolution a été adoptée par 9 voix pour.
La république socialiste soviétique d'Ukraine a voté contre.
L'abstention est celle de l'Union des républiques socialistes soviétiques.

## Texte
- Résolution 76 sur fr.wikisource.org
- Résolution 76 sur en.wikisource.org